# Estero Collén
El arroyo Collén es un curso natural de agua que nace en la cordillera de la Costa y desemboca en el océano Pacífico después de atravesar la ciudad puerto de Tomé en lo que se conoce como la bahía de Concepción. 

## Historia
Luis Risopatrón lo describe en su Diccionario Jeográfico de Chile: 234 
Collen (Arroyo de) 36° 37' 72° 57'. Tiene sus primeras fuentes en los cerros retirados al E del pueblo de Tomé, corre hacia el W, mueve molinos harineros, pasa por el lado NW de dicho pueblo i se vácia en la bahía de la misma denominación. 1, VI, p. 267; estero en 63, p. 393; i riachuelo en 155, p. 163.